# Шпицберг
Шпицберг — старинный дворянский род.
Происходит из лифляндского дворянства. Записан в I часть родословной книги Киевской губернии.
Надворный советник Егор Антонович Шпицберг 27.09.1799 г. пожалован дворянским дипломом. У его сына, Владимира Егоровича, три сына, Ростислав, Валериан и Евграф, стали генералами.

## Описание герба
На щите, имеющем голубое поле, диагонально изображена к правому нижнему углу золотая полоса, на которой означены три шестиугольные черные звезды.
На щите дворянский коронованный шлем. Нашлемник: три страусовых пера. Намёт на щите голубой, подложенный золотом. Герб Шпицберга внесён в Часть 5 Общего гербовника дворянских родов Всероссийской империи, стр. 147.

## Известные представители
- Шпицберг, Валериан Владимирович (1842—1912) — генерал-майор.
- Шпицберг, Евгений Ростиславович (1885—1914) — русский военный лётчик, участник Первой мировой войны
- Шпицберг, Евграф Владимирович (1843—1913?) — российский генерал от кавалерии, участник Туркестанских походов.
- Шпицберг, Иван Анатольевич (1880—1933) — российский и советский публицист.
- Шпицберг, Игорь Леонидович (1970) — российский психолог, общественный деятель.
- Шпицберг, Ростислав Владимирович (1841—1906?) — российский генерал от артиллерии.